# Marlies Schild
Marlies Schild (ur. 31 maja 1981 w Admont) – austriacka narciarka alpejska, czterokrotna medalistka olimpijska, wielokrotna medalistka mistrzostw świata oraz czterokrotna zdobywczyni Małej Kryształowej Kuli w klasyfikacji slalomu.

## Kariera
Po raz pierwszy na arenie międzynarodowej pojawiła się 12 marca 1997 roku w Valtorta, gdzie w zawodach FIS Race nie ukończyła supergiganta. W 1999 roku wystartowała na mistrzostwach świata juniorów w Pra Loup, gdzie jej najlepszym wynikiem było szóste miejsce w zjeździe. Na rozgrywanych rok później mistrzostwach świata juniorów w Quebecu wystąpiła tylko w zjeździe, jednak nie ukończyła rywalizacji.
W zawodach Pucharu Świata zadebiutowała 9 grudnia 2001 roku w Sestriere, zajmując 25. miejsce w slalomie. Tym samym już w swoim debiucie zdobyła pierwsze pucharowe punkty. Pierwsze podium w zawodach tego cyklu wywalczyła 30 listopada 2002 roku w Aspen, gdzie była trzecia w slalomie. Sezon później, 13 marca 2004 roku w Sestriere po raz pierwszy zwyciężyła w zawodach PŚ, wygrywając zawody w slalomie. Łącznie Schild 69. razy stawała na podium, odnosząc przy tym 37. zwycięstw. Najlepsze wyniki osiągnęła w sezonie 2006/2007, kiedy zajęła drugie miejsce w klasyfikacji generalnej, przegrywając tylko ze swą rodaczką, Nicole Hosp. W tym samym sezonie zwyciężyła w klasyfikacjach slalomu i kombinacji. Ponadto w klasyfikacji slalomu była też pierwsza w sezonach 2007/2008, 2010/2011, druga w 2003/2004 i 2005/2006 oraz trzecia w sezonach 2004/2005, 2009/2010 i 2013/2014.
W 2002 roku wystąpiła w slalomie na igrzyskach olimpijskich w Salt Lake City, jednak nie ukończyła rywalizacji. Rok później startowała na mistrzostwach świata w Sankt Moritz, zdobywając srebrny medal w slalomie. W zawodach tych rozdzieliła na podium Chorwatkę Janicę Kostelić i Nicole Hosp. Na tych samych mistrzostwach była też czwarta w kombinacji, przegrywając walkę o medal ze Szwajcarką Marlies Oester o 0,02 s. Mistrzostwa świata w Bormio w 2005 roku przyniosły jej brązowy medal w kombinacji, w której lepsze były jedynie Kostelić i Szwedka Anja Pärson. Pierwszy sukces olimpijski osiągnęła na igrzyskach w Turynie w 2006 roku, kiedy zajęła drugie miejsce w kombinacji. Zawody te wygrała Janica Kostelić, a trzecie miejsce zajęła Anja Pärson. Cztery dni później zdobyła brązowy medal w slalomie, ustępując tylko Pärson i Hosp. Takie same wyniki osiągnęła również na mistrzostwach świata w Åre w 2007 roku, zwyciężając ponadto w zawodach drużynowych.
Podczas treningu 9 października 2008 roku na lodowcu Rettenbach złamała nogę. Uraz ten (złamanie kości goleniowej i strzałkowej) uniemożliwił jej starty w sezonie 2008/2009, w tym na mistrzostwach świata w Val d’Isère. Do rywalizacji powróciła w sezonie 2009/2010. Znalazła się w kadrze Austrii na igrzyska olimpijskie w Vancouver w 2010 roku, gdzie zdobyła srebro w slalomie. Wynik ten powtórzyła na rozgrywanych cztery lata później igrzyskach olimpijskich w Soczi. W międzyczasie zdobyła także złoty medal w swojej koronnej konkurencji podczas mistrzostw świata w Garmisch-Partenkirchen w 2011 roku, a wspólnie z kolegami z reprezentacji była druga w zawodach drużynowych. Brała również udział w mistrzostwach świata w Schladming w 2013 roku, gdzie rywalizację w slalomie zakończyła na dziewiątej pozycji. Był to jej jedyny start na tej imprezie.
We wrześniu 2014 roku zakończyła karierę.
Jej partnerem życiowym jest austriacki alpejczyk Benjamin Raich.
Jej młodsza siostra, Bernadette Schild, również uprawia narciarstwo alpejskie.

## Osiągnięcia

### Igrzyska olimpijskie
| Miejsce | Dzień     | Rok  | Miejscowość    | Konkurencja | Czas biegu | Strata | Zwyciężczyni     |
| ------- | --------- | ---- | -------------- | ----------- | ---------- | ------ | ---------------- |
| DNF1    | 20 lutego | 2002 | Salt Lake City | Slalom      | 1:46,10    | —      | Janica Kostelić  |
| 2.      | 18 lutego | 2006 | Turyn          | Kombinacja  | 2:51,08    | +0,50  | Janica Kostelić  |
| 3.      | 22 lutego | 2006 | Turyn          | Slalom      | 1:29,04    | +0,75  | Anja Pärson      |
| 17.     | 24 lutego | 2006 | Turyn          | Gigant      | 2:09,19    | +4,08  | Julia Mancuso    |
| 2.      | 26 lutego | 2010 | Vancouver      | Slalom      | 1:42,89    | +0,43  | Maria Riesch     |
| 2.      | 21 lutego | 2014 | Soczi          | Slalom      | 1:44,54    | +0,53  | Mikaela Shiffrin |

### Mistrzostwa świata
| Miejsce | Dzień     | Rok  | Miejscowość    | Konkurencja     | Czas biegu | Strata | Zwyciężczyni     |
| ------- | --------- | ---- | -------------- | --------------- | ---------- | ------ | ---------------- |
| 4.      | 10 lutego | 2003 | Sankt Moritz   | Kombinacja      | 2:41,3     | +3,48  | Janica Kostelić  |
| 2.      | 15 lutego | 2003 | Sankt Moritz   | Slalom          | 1:39,55    | +0,23  | Janica Kostelić  |
| 3.      | 4 lutego  | 2005 | Santa Caterina | Kombinacja      | 2:53,70    | +2,70  | Janica Kostelić  |
| 14.     | 8 lutego  | 2005 | Santa Caterina | Gigant          | 2:13,63    | +2,85  | Anja Pärson      |
| DSQ1    | 4 lutego  | 2005 | Santa Caterina | Slalom          | 1:47,98    | -      | Janica Kostelić  |
| 3.      | 9 lutego  | 2007 | Åre            | Superkombinacja | 1:57,69    | +0,85  | Anja Pärson      |
| DNF1    | 13 lutego | 2007 | Åre            | Gigant          | 2:31,72    | -      | Nicole Hosp      |
| 2.      | 16 lutego | 2007 | Åre            | Slalom          | 1:43,91    | +0,11  | Šárka Záhrobská  |
| 1.      | 18 lutego | 2007 | Åre            | Drużynowo       | -          | -      |                  |
| 8.      | 17 lutego | 2011 | Ga-Pa          | Gigant          | 2:20,54    | +1,20  | Tina Maze        |
| 2.      | 16 lutego | 2011 | Ga-Pa          | Drużynowo       | -          | -      | Francja          |
| 1.      | 19 lutego | 2011 | Ga-Pa          | Slalom          | 1:45,79    | -      | -                |
| 9.      | 16 lutego | 2013 | Schladming     | Slalom          | 1:39,85    | +1,58  | Mikaela Shiffrin |

### Mistrzostwa świata juniorów
| Miejsce | Dzień     | Rok  | Miejscowość | Konkurencja | Czas biegu | Strata | Zwyciężczyni         |
| ------- | --------- | ---- | ----------- | ----------- | ---------- | ------ | -------------------- |
| 22.     | 10 marca  | 1999 | Pra Loup    | Gigant      | 1:53,82    | +5,99  | Denise Karbon        |
| 6.      | 13 marca  | 1999 | Pra Loup    | Zjazd       | 1:11,09    | +0,90  | Kerstin Reisenhofer  |
| 20.     | 14 marca  | 1999 | Pra Loup    | Supergigant | 1:14,06    | +2,29  | Karin Blaser         |
| DNF     | 21 lutego | 2000 | Québec      | Zjazd       | 1:13,47    | -      | Fränzi Aufdenblatten |

### Puchar Świata

#### Miejsca w klasyfikacji generalnej
- sezon 2001/2002: 53.
- sezon 2002/2003: 19.
- sezon 2003/2004: 14.
- sezon 2004/2005: 8.
- sezon 2005/2006: 6.
- sezon 2006/2007: 2.
- sezon 2007/2008: 5.
- sezon 2009/2010: 15.
- sezon 2010/2011: 6.
- sezon 2011/2012: 8.
- sezon 2012/2013: 57.
- sezon 2013/2014: 17.

#### Zwycięstwa w zawodach
1. Sestriere – 13 marca 2004 (slalom)
2. Semmering – 28 grudnia 2004 (gigant)
3. Semmering – 29 grudnia 2004 (slalom)
4. Santa Caterina – 9 stycznia 2005 (slalom)
5. Lienz – 29 grudnia 2005 (slalom)
6. Zagrzeb – 5 stycznia 2006 (slalom)
7. Maribor – 8 stycznia 2006 (slalom)
8. Levi – 11 listopada 2006 (slalom)
9. Aspen – 26 listopada 2006 (slalom)
10. Reiteralm – 15 grudnia 2006 (superkombinacja)
11. Val d’Isère – 21 grudnia 2006 (slalom)
12. Zagrzeb – 4 stycznia 2007 (slalom)
13. Kranjska Gora – 7 stycznia 2007 (slalom)
14. Sierra Nevada – 25 lutego 2007 (slalom)
15. Zwiesel – 11 marca 2007 (slalom)
16. Reiteralm – 10 listopada 2007 (slalom)
17. Panorama – 25 listopada 2007 (slalom)
18. Špindlerův Mlýn – 6 stycznia 2008 (slalom)
19. Ofterschwang – 27 stycznia 2008 (slalom)
20. Bormio – 14 marca 2008 (slalom)
21. Lienz – 29 grudnia 2009 (slalom)
22. Flachau – 12 stycznia 2010 (slalom)
23. Garmisch-Partenkirchen – 13 marca 2010 (slalom)
24. Levi – 13 listopada 2010 (slalom)
25. Courchevel – 21 grudnia 2010 (slalom)
26. Semmering – 29 grudnia 2010 (slalom)
27. Zagrzeb – 4 stycznia 2011 (slalom)
28. Arber-Zwiesel – 4 lutego 2011 (slalom)
29. Szpindlerowy Młyn – 12 marca 2011 (slalom)
30. Aspen – 27 listopada 2011 (slalom)
31. Courchevel – 18 grudnia 2011 (slalom)
32. Flachau – 20 grudnia 2011 (slalom)
33. Lienz – 29 grudnia 2011 (slalom)
34. Zagrzeb – 3 stycznia 2012 (slalom)
35. Soldeu – 11 lutego 2012 (slalom)
36. Courchevel – 17 grudnia 2013 (slalom)
37. Lienz – 29 grudnia 2013 (slalom)

#### Pozostałe miejsca na podium w zawodach
1. Aspen – 30 listopada 2002 (slalom) – 3. miejsce
2. Lillehammer – 15 marca 2003 (slalom) – 3. miejsce
3. Park City – 29 listopada 2003 (slalom) – 3. miejsce
4. Madonna di Campiglio – 17 grudnia 2003 (slalom) – 3. miejsce
5. Megève – 5 stycznia 2004 (slalom) – 2. miejsce
6. Maribor – 25 stycznia 2004 (slalom) – 2. miejsce
7. Altenmarkt-Zauchensee – 12 grudnia 2004 (slalom) – 2. miejsce
8. Zagrzeb – 20 stycznia 2005 (slalom) – 2. miejsce
9. Lenzerheide – 11 marca 2005 (supergigant) – 2. miejsce
10. Szpindlerowy Młyn – 21 grudnia 2005 (gigant) – 3. miejsce
11. Szpindlerowy Młyn – 22 grudnia 2005 (slalom) – 3. miejsce
12. Zagrzeb – 5 stycznia 2006 (slalom) – 3. miejsce
13. Ofterschwang – 5 lutego 2006 (slalom) – 3. miejsce
14. Kvitfjell – 4 marca 2006 (kombinacja) – 3. miejsce
15. Are – 17 marca 2006 (slalom) – 2. miejsce
16. Semmering – 28 grudnia 2006 (gigant) – 3. miejsce
17. Semmering – 29 grudnia 2006 (slalom) – 3. miejsce
18. Altenmarkt-Zauchensee – 14 stycznia 2007 (kombinacja) – 3. miejsce
19. Tarvisio – 2 marca 2007 (kombinacja) – 3. miejsce
20. Lenzerheide – 14 marca 2007 (zjazd) – 2. miejsce
21. Lenzerheide – 15 marca 2007 (supergigant) – 3. miejsce
22. Aspen – 8 grudnia 2007 (zjazd) – 2. miejsce
23. Maribor – 13 stycznia 2008 (slalom) – 3. miejsce
24. Zagrzeb – 15 lutego 2008 (slalom) – 2. miejsce
25. Whistler – 24 lutego 2008 (superkombinacja) – 2. miejsce
26. Aspen – 29 listopada 2009 (slalom) – 2. miejsce
27. Lenzerheide – 18 marca 2011 (slalom) – 2. miejsce
28. Ofterschwang – 4 marca 2012 (slalom) – 3. miejsce
29. Schladming – 17 marca 2012 (slalom) – 3. miejsce
30. Aspen – 25 listopada 2012 (slalom) – 2. miejsce
31. Kranjska Gora – 2 lutego 2014 (slalom) – 2. miejsce
32. Lenzerheide – 15 marca 2014 (slalom) – 3. miejsce

- W sumie (37 zwycięstw, 14 drugich i 18 trzecich miejsc).